# 趙之英
趙之英（？年—1635年），號孔懷，湖广黄州府麻城县籍，浙江归安县人。明末清初政治人物。

## 生平
天啓元年（1621年）辛酉科湖广乡试舉人，崇祯四年（1631年）辛未科进士。吏部观政，改庶吉士，六年授云南道御史，七年管卢沟桥，本年巡视辽东，八年（1635年）卒于軍中。無嗣，外孫邹惺聞讣，赶赴关外，扶櫬千里南還。